# Alsodes nodosus
Alsodes nodosus är en groddjursart som först beskrevs av Duméril och Gabriel Bibron 1841.  Alsodes nodosus ingår i släktet Alsodes och familjen Cycloramphidae. IUCN kategoriserar arten globalt som nära hotad. Inga underarter finns listade i Catalogue of Life.